# 米舍里涅
50°9′17″N 29°29′15″E / 50.15472°N 29.48750°E
米舍里涅（烏克蘭語：Мишерине）是烏克蘭北部的村莊，隸屬日托米爾州的日托米爾區。該村始建於1810年，面積0.3平方公里，海拔高度202米，2001年人口16，人口密度每平方公里53.51人。